# Vercoiran
Vercoiran település Franciaországban, Drôme megyében. Lakosainak száma 134 fő (2022. január 1.). Vercoiran Bésignan, Buis-les-Baronnies, La Roche-sur-le-Buis, La Rochette-du-Buis, Sainte-Euphémie-sur-Ouvèze és Saint-Sauveur-Gouvernet községekkel határos.

## Népesség
A település népessége az elmúlt években az alábbi módon változott:
| Lakosok száma | 124  | 112  | 129  | 123  | 141  | 144  | 141  | 138  | 138  | 134  |
|               | 1968 | 1982 | 1990 | 2006 | 2013 | 2015 | 2017 | 2019 | 2020 | 2022 |